# Provincia di Teruel
Teruel è una provincia della comunità autonoma dell'Aragona, nella Spagna orientale. Confina con la provincia di Saragozza a nord, con la Catalogna (provincia di Tarragona) a est, con la Comunità Valenciana (province di Castellón a sud-est e di Valencia a sud) e con la Castiglia-La Mancia (province di Cuenca a sud-ovest e di Guadalajara a ovest).

## Geografia
La superficie è di 14.804 km², la popolazione nel 2011 era di 144.607 abitanti. Il capoluogo è Teruel, altri centri importanti sono Albarracín, Alcañiz, Andorra e Calanda

## Comarche
- Bajo Martín
- Jiloca
- Cuencas Mineras
- Andorra-Sierra de Arcos
- Bajo Aragón
- Comunidad de Teruel
- Maestrazgo
- Sierra de Albarracín
- Gúdar-Javalambre
- Matarraña